# Военно-морской музей (Варна)
Военно-морской музей (болг. Военноморски музей) — государственный музей, посвященный истории болгарского военно-морского флота, который находится в городе Варна. Является филиалом Национального военно-исторического музея.
Входит в перечень «100 туристических объектов Болгарии».

## История
История музея началась в 1883 году, когда в Русе при Морской части были созданы библиотека и коллекция экспонатов для музея флота.
13 января 1899 года Дунайская флотилия и Морская часть были объединены в военно-морской флот, штаб и учреждения которого были переведены в порт Варна.
20 мая 1923 года музей был открыт для посещения.
В 1951 году по просьбе правительства Болгарии траление территориальных вод Болгарии провели четыре тральщика 1-го Бургасского дивизиона сторожевых кораблей и тральщиков Черноморского флота ВМФ СССР (в составе команд которых находились болгарские военные моряки: штурман лейтенант Дмитрий Димов и минёр Атанас Атанасов), в ходе траления были вытралены 9 болгарских морских мин Второй мировой войны (две из которых были деактивированы и переданы в музей ВМФ Болгарии, а остальные — уничтожены).
В 1955 году морской музей был переведён в новое здание и получил новое наименование — Военно-морской музей Министерства народной обороны.
21 ноября 1957 года экспонатом музея стал миноносец «Дерзкий».
В 1963 году экспонатом музея стал выведенный из состава флота катер-тральщик МЧК.
Позднее ещё одним из экспонатов музея стал выведенный из состава флота малый торпедный катер проекта 123К.

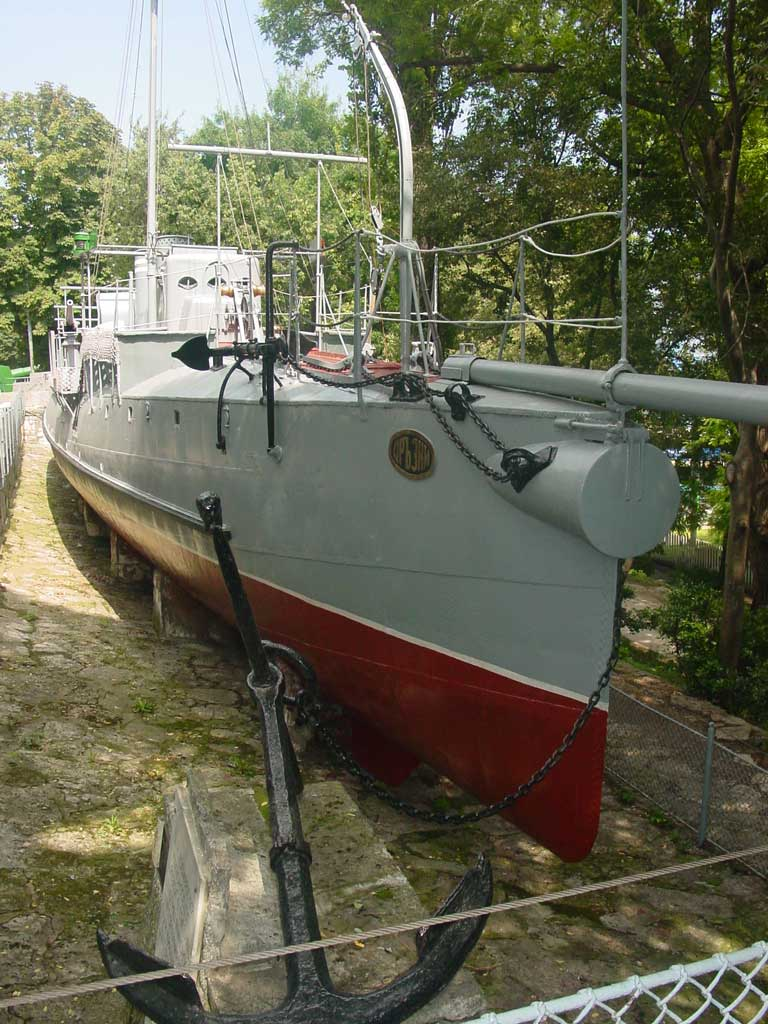
миноносец «Дерзкий» в экспозиции музея